# 102 EOV-compagnie
102 Elektronische Oorlogsvoering Compagnie (102 Eovcie) is onderdeel van de Verbindingsdienst en is het onderdeel van de Koninklijke Landmacht dat zich bezighoudt met Elektronische oorlogvoering (EOV). De compagnie werd opgericht op 23 november 1988 en is sinds 2004 een onderdeel van 103 ISTAR-bataljon, dat militaire inlichtingen verzameling tot hoofdtaak heeft en gelegerd is op de Luitenant-kolonel Tonnetkazerne in 't Harde. 103 ISTAR-bataljon is sinds oktober 2011 onderdeel van het “Joint ISTAR Commando”.
De compagnie houdt zich bezig met het onderscheppen, afluisteren, uitpeilen, analyseren en (ver)storen van radiocommunicatie en andere typen radio-uitzendingen.

## Geschiedenis
Tijdens de Koude Oorlog onderkende de Koninklijke Landmacht de behoefte aan tactische ondersteuning op het gebied van EOV. Eind jaren ‘70 werd een intentieverklaring getekend door de Staatssecretaris van Defensie om aan te haken bij de Duitse EOV. Daarom werd in 1988 ook door Nederland de Fuchs pantserwagen aangeschaft en ingedeeld bij de nieuw opgerichte 102 Eovcie in Kamp Holterhoek in Eibergen.

### Indeling en locatie
Bij de oprichting in 1988 werd 102 Eovcie administratief ingedeeld onder 898 Verbindingsbataljon (898 VbdBat), een element van de LAMID (tegenwoordig ondergebracht bij de MIVD). 102 Eovcie werd bij 898 VbdBat gelegerd op Kamp Holterhoek in Eibergen.
Na de reorganisatie halverwege de jaren ‘90 werd 102 Eovcie losgekoppeld van 898 VbdBat, en ingedeeld onder het 1e Legerkorps en kort daarna onder de 1e Div. “7 December”.

In 2001 verhuisde 102 Eovcie naar Garderen, werd de Instructiegroep EOV ondergebracht bij Defensie Inlichtingen en Veiligheidsinstituut (DIVI) in Ede en het Dienstcentrum EOV (de huidige trainingsgroep) bleef achter in Eibergen.
In 2004 werd 103 ISTAR-bataljon opgericht en werd 102 Eovcie daarbij ingedeeld. Dislocatie en reorganisaties waren de aanleiding voor verplaatsing en centralisatie van het ISTAR bataljon in 't Harde. 102 Eovcie, de Trainingsgroep EOV en de Instructiegroep EOV verhuisden in oktober 2007 naar de Luitenant-kolonel Tonnetkazerne in 't Harde.

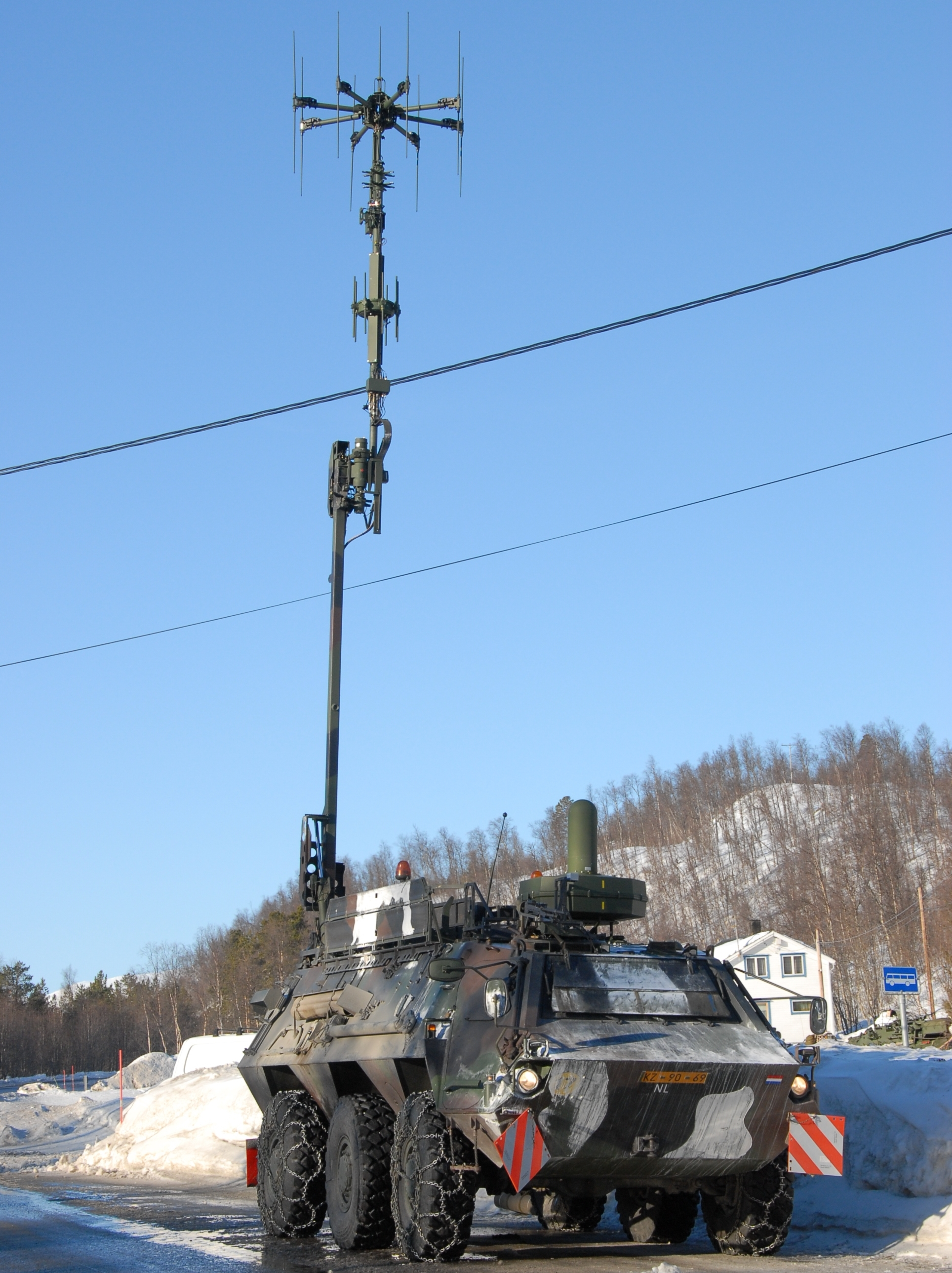
TPz 1A5 EloKa „Peiler“ van 102 EOV-compagnie

### Materieel
Omdat de bestelde Fuchs EOV-systemen in 1988 nog niet beschikbaar waren kreeg de eenheid enkele systemen van de eerste generatie van de Bundswehr te leen. De eerste 4 van 12 bestelde peilstations werden in 1990 ontvangen.
102 beschikte initieel over twee parate pelotons en één mobilisabel, elk bestaande uit een EOV-centrum, vier peilstations TPz 1A1 EloKa „Peiler“en twee stoorzenders TPz 1A1 Funkstörpanzer Fuchs „Hummel“.

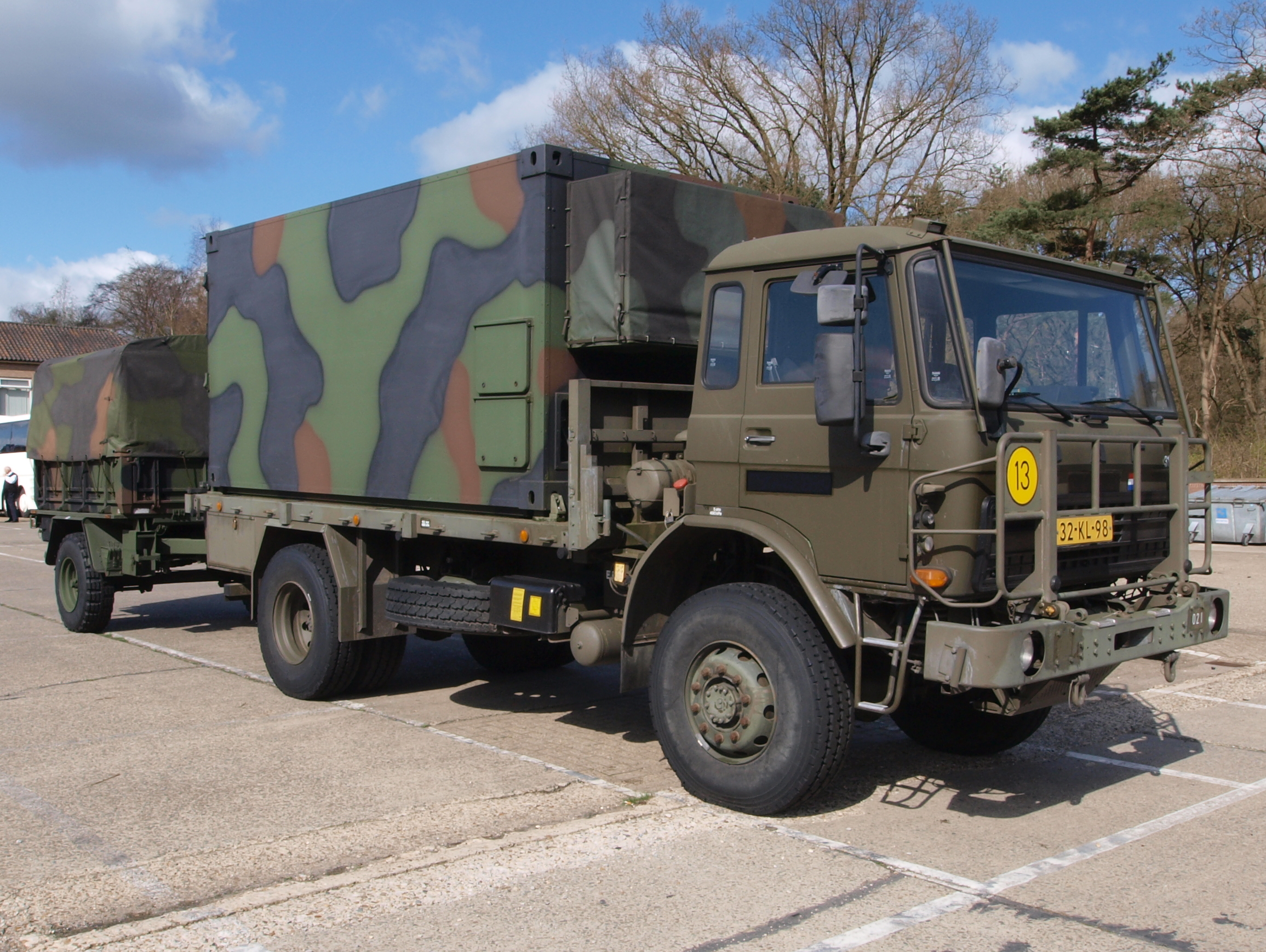
DAF YAS4442 sheltervoertuig met aanhangwagen 15kN

Systemen voor informatieverwerking, commandovoering en communicatie werden ondergebracht in shelters op vrachtwagens zoals de DAF YAS4442 viertonner en de DAF YAS2300 tientonner.

## Operaties
102 EOV-Cie leverde bijdragen aan de volgende operaties:

## Huidige situatie
Tegenwoordig (2018) gebruikt 102 Eovcie 4 verschillende soorten stations, allemaal varianten van de Fuchs EOV:
- Sensorstations (TPz 1A1 Fuchs EOV)
- Peilstations (TPz 1A1 Fuchs EOV „Peiler“)
- VHF stoorstations (TPz 1A5 Fuchs Funkstörpanzer „Hummel“)
- HF stoorstations {TPz 1A5 Fuchs Funkstörpanzer „Hornisse“)